# 尼雷爾石
尼雷爾石（英語：Nyerereite），也稱尼碳鈉鈣石，是一種非常稀有的碳酸鈣鈉礦物，分子式為 Na2Ca(CO3)2。它形成无色、片状的拟六方斜方晶体，通常为孪生晶体。它的比重为 2.54，折射率为 nα=1.511、nβ=1.533 和 nγ=1.535。因尼雷爾石化学性质非常不稳定，與空气接觸時會迅速分解，因此採集到的標本必須保存在密封的氬氣環境中。
尼雷爾石的HM符號是 mm2，相應的空間群是 Cmc21。 

## 特徵形态[3]
McKie（1976）將尼雷爾石分為高尼雷爾石和低尼雷爾石两种。因為倫蓋伊火山的熔岩非常易溶且吸濕，當它們與水或大氣接觸時，熔岩會發生物理和化學變化。因此，當尼雷爾石處於高溫或溫暖狀態時，屬于高尼雷爾石。但當冷卻並脫水時，尼雷爾石變成化學式為Na2Ca(CO3)2·2(H2O)的鈣水鹼（pirssonite）。
由於尼雷爾石在地表時非常不穩定，它會經交代作用產生假象，即一種與原來礦物基本外觀和尺寸保持不變，但原來礦物成分被另一種取代的现象。
尼雷爾石在自然界中是雙晶，呈具有三重雙晶的偽六角形。雖然表面上具有六邊形，但不在六邊形系統中。三重雙晶是三個正交晶體的共生，在共生中心轉動而形成六邊形晶體。尼雷爾石是負雙軸晶系，2v為29度。有一個中心銳角平分線和大約0.023的雙折射。但在高溫或剛噴發的熔岩尼雷爾石是單軸的，當不存在孿晶時顯示出二階藍色的干涉色，當存在孿晶時，尼雷爾石的干涉色是一階灰色。通常為雙晶的無色片狀假六角斜方晶體。

## 發現與產狀
1963年，J.B.Dawson 從倫蓋伊火山的碳酸岩熔岩中首次發現尼雷爾石，並以坦桑尼亞總統朱利叶斯·尼雷尔的名字命名。在碳酸岩熔岩中，它與含鉀的格碳钠石有關。尼雷爾石在俄羅斯科拉半島的 Afrikanda 鹼性侵入岩中也有发现。